# بخش جبالبارز
بخش جبالبارز یکی از بخش‌های شهرستان جیرفت در استان کرمان ایران است.
مرکز این بخش، شهر جبالبارز است.

## تقسیمات کشوری
- بخش جبالبارز
  - دهستان سغدر
  - دهستان رضوان
  - دهستان مسکون

شهر: جبالبارز

## جمعیت
بنابر سرشماری مرکز آمار ایران، جمعیت بخش جبالبارز در سال ۱۳۹۵ برابر با ۲۳،۱۳۷ نفر بوده‌است.